# Albatros à sourcils noirs
Thalassarche melanophris
Espèce
Statut de conservation UICN

 LC  : Préoccupation mineure
Répartition géographique
L'Albatros à sourcils noirs (Thalassarche melanophris) est une espèce de grands oiseaux marins de la famille des Diomedeidae. C'est une espèce menacée, classée sur la liste rouge des espèces en danger de l'UICN, mais c'est l'espèce d'albatros la plus commune et la plus répandue.

## Morphologie
Cet oiseau ne présente pas de dimorphisme sexuel.

### Mensurations
L'Albatros à sourcils noirs mesure de 80 à 95 cm de long pour une envergure de 200 à 247 cm,. Son poids moyen est de 3,7 kg, généralement entre 3 et 5 kg.

### Aspect général
C'est un grand oiseau blanc, dont le dessus des ailes est entièrement gris très sombre (presque noir) et qui présente une bande sombre sur la queue. On peut le distinguer des autres membres du genre Thalassarche par la bande oculaire sombre qui lui donne son nom et la large bordure noire tranchant sur le blanc du dessous des ailes. La tête est blanche, le bec est jaune orangé avec la pointe d'un orange plus soutenu. Les narines tubulaires qui surmontent le bec sont caractéristiques de cette famille.  Les iris sont bruns. Les pattes sont rose chair.

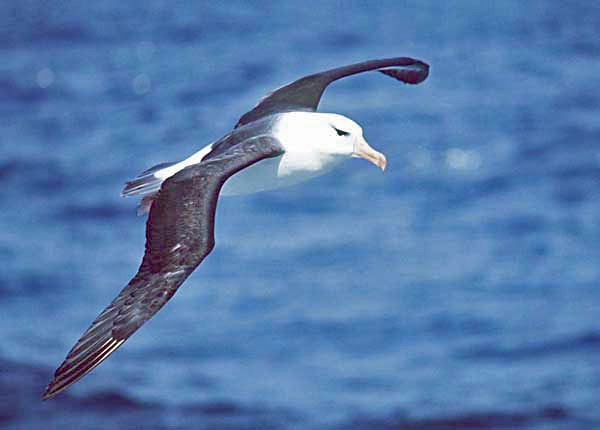
Albatros à sourcils noirs.

### Aspect des juvéniles
Le bec est gris foncé chez les jeunes, plus sombre à l'extrémité, puis prend une coloration jaunâtre à pointe sombre avec l'âge. Les immatures ont aussi le dessous des ailes et la tête moins blancs, ainsi qu'un collier gris. Il est possible de confondre un juvénile de cette espèce avec un Albatros à tête grise, mais ces derniers ont le bec noir (bordé de jaune chez l'adulte) et la tête d'un gris plus nettement marqué.
L'oisillon est une boule de duvet gris perle au bec noir (voir une vidéo de l'oisillon au nid).

## Comportement

### Comportement social
Sur les zones de nourrissage, cet oiseau peut se présenter seul ou en petits groupes, mais il peut y avoir des rassemblements de ces oiseaux dans les zones riches en nourriture.

Sur les sites de nidification, les albatros à sourcils noirs se réunissent en colonies denses.

### Vocalisations
Oiseau silencieux en vol, il peut faire entendre des grognements rauques lors de disputes pour de la nourriture. Sur les sites de nidification, il peut se manifester par des sortes de cancanements (voir une vidéo où cet oiseau vocalise).

### Vol

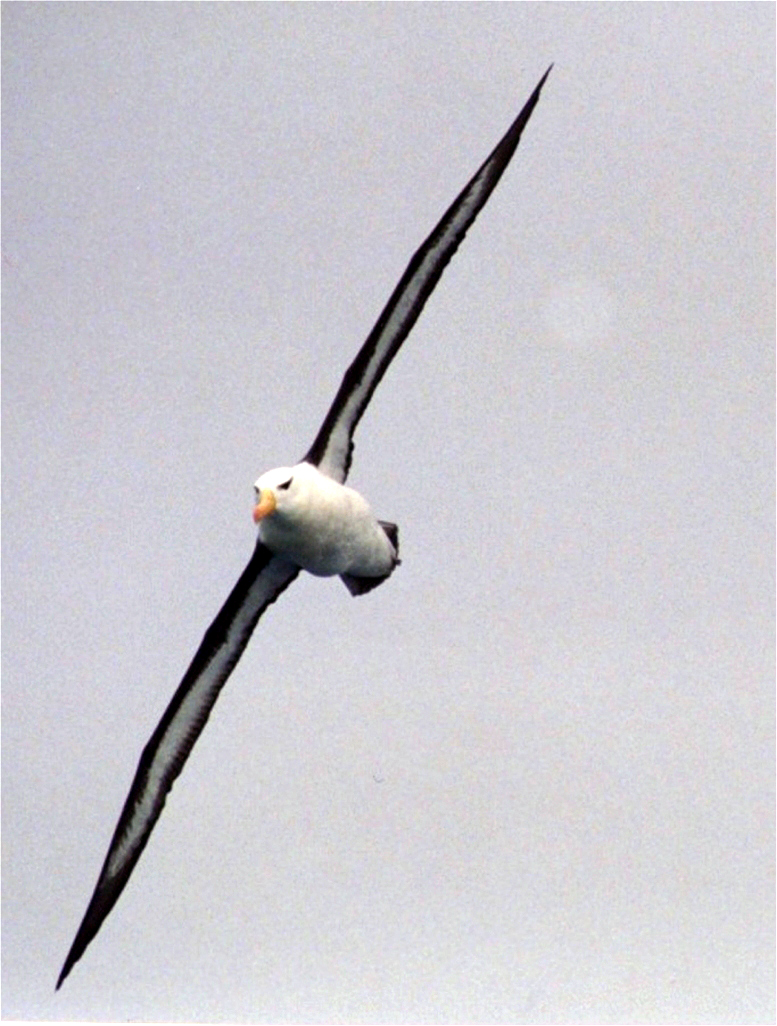
Albatros à sourcils noirs en vol.

Du fait de la grande longueur de ses ailes, le vol battu est rapidement épuisant pour cet oiseau qui, comme la grande majorité des oiseaux ayant une grande envergure, utilise les courants ascendants, la vitesse du vent et la résistance de l'air pour décoller et réaliser du vol plané. Ceci explique sa répartition dans les zones où les vents sont forts, et le fait que les jours sans vent, on le trouve essentiellement flottant sur l'eau. Par conséquent, cet oiseau décrit en vol de grands cercles, montant et descendant, et battant rarement des ailes. Pour décoller, il est obligé de courir contre le vent sur une grande distance en terrain plat, mais il est plus facile pour lui de se laisser tomber d'une hauteur (falaise par exemple) s'il en a la possibilité.

### Alimentation
Cet albatros se nourrit de poissons, de poulpes et calmars, de crustacés et de méduses. Il est aussi charognard à l'occasion, il est ainsi attiré par les déchets de poissons rejetés par les bateaux de pêche. Opportuniste, il lui arrive de voler des appâts, ce qui le met en danger d'être pris au piège d'une palangre (voir le paragraphe Statut et préservation).
Comme tous les procellariidae, cet albatros possède une glande de dessalage de l'eau lui permettant de rejeter le sel excédentaire au niveau des narines. Ceci lui permet de boire l'eau de mer.

### Reproduction

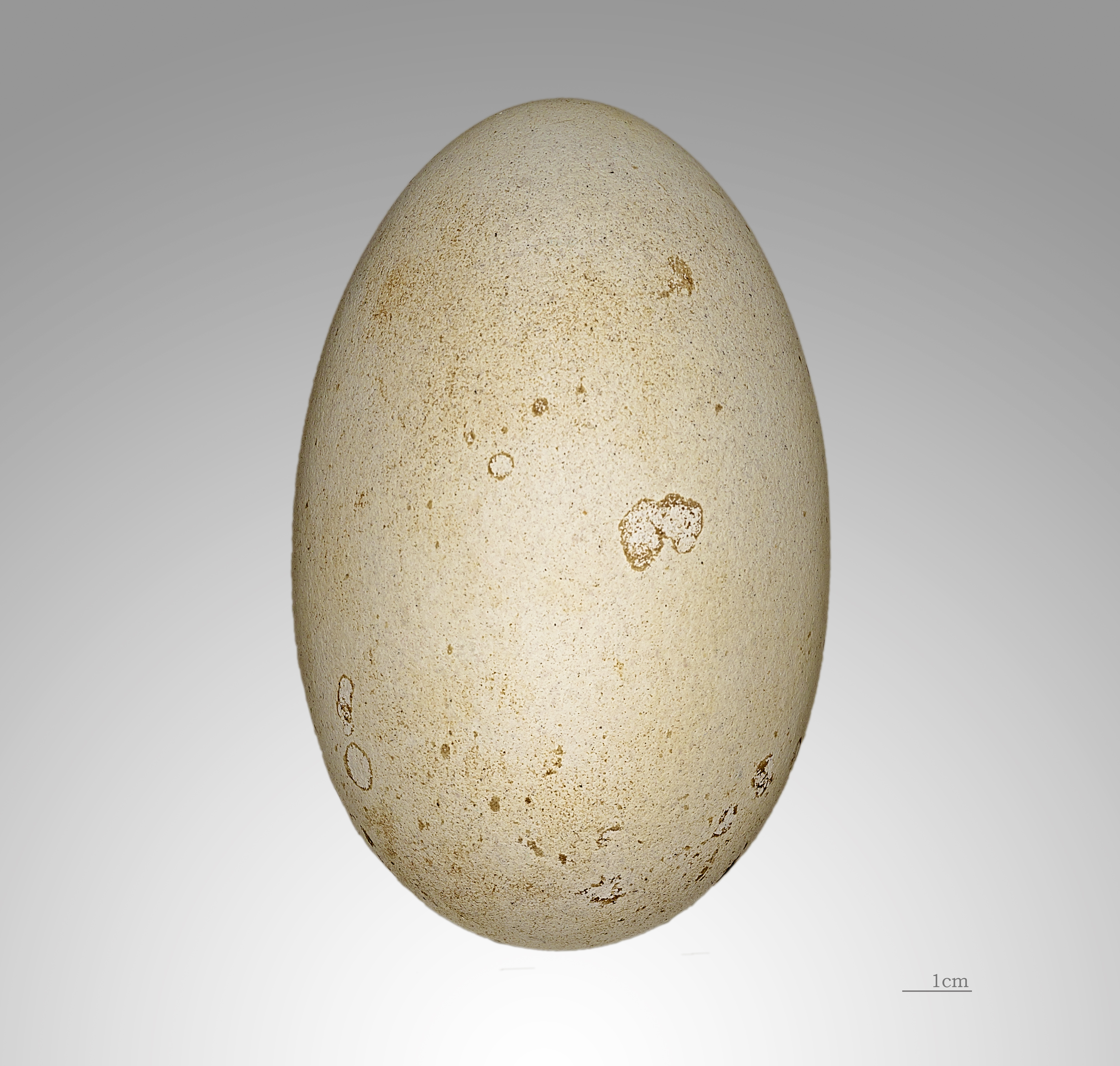
Œuf d'Albatros à sourcils noirs - Muséum de Toulouse

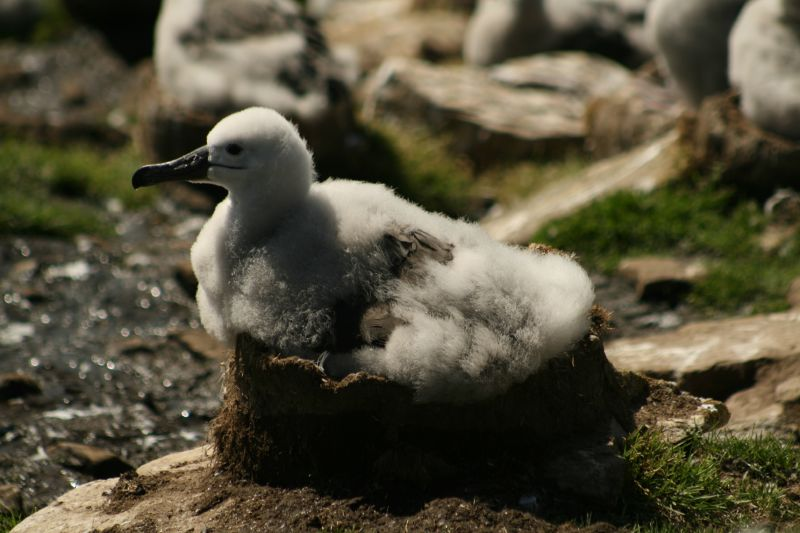
Oisillon d'Albatros à sourcils noirs, îles Falkland.

Les adultes peuvent commencer à se reproduire à 7 ans, mais peuvent procréer au moins jusqu'à 35 ans. Un Albatros à sourcils noirs peut vivre jusqu'à plus de 47 ans, voire jusqu'à 60 ans. Cette espèce est monogame à vie.
Les couples retournent au mois de septembre toujours au même endroit sur le même nid. Ce dernier (souvent un simple monticule de terre) a été construit dans une zone venteuse permettant un décollage relativement aisé (bord de falaise ou à défaut, sommet de falaise ou rivage possédant suffisamment de place pour prendre son élan avant de décoller). Les albatros nichent en colonies parfois très denses (jusqu'à plusieurs milliers de couples aux îles Falkland).
Le seul et unique œuf, pondu en octobre dans un nid constitué d'une coupelle de boue séchée, sera couvé par les deux parents pendant deux mois. L'oisillon restera au nid fort longtemps, jusqu'à fin mars ou début avril, moment où il prendra son envol.

## Répartition et habitat

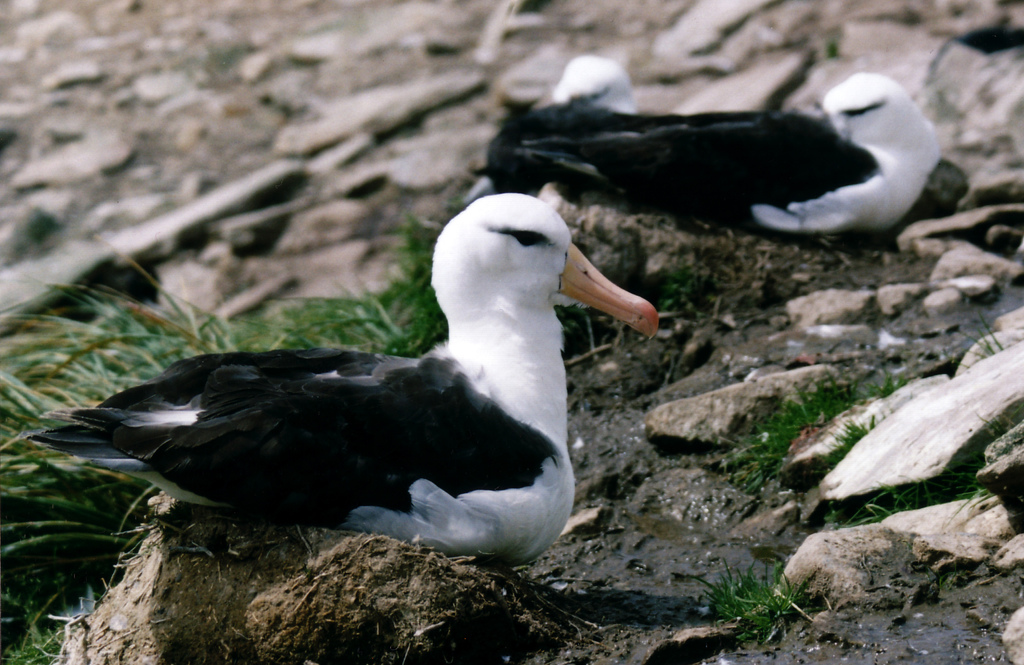
Albatros à sourcils noirs au sol

### Habitat
Cet oiseau pélagique vit la majeure partie de l'année au milieu des océans du Sud. Il choisit généralement pour nicher des îles aux côtes abruptes possédant des touffes d'herbes. Il niche préférentiellement sur les falaises ou sur le rivage.

### Migration
Outre l'alternance entre la vie en pleine mer et le retour annuel pour se reproduire sur une île, les mouvements de ces albatros sont très mal connus. On a constaté des mouvements migratoires vers le Nord, souvent chez des individus sexuellement immatures, parfois jusqu'au Tropique du Cancer, mais le but de ces déplacements est indéterminé,.
Bien que ce soit assez rare, on rapporte plusieurs cas d'Albatros à sourcils noirs égaré dans l'hémisphère Nord. Un des exemples les plus connus est celui d'une femelle qui s'est présentée chaque année pendant 34 ans pour estiver sur les îles Féroé, jusqu'en 1894. 
De même, un mâle a été observé, à plusieurs occasions sur une quarantaine d'années, estivant au milieu de colonies écossaises de Fou de Bassan (Morus bassanus) sur les îles de Bass Rock, Unst et Sula Sgeir,. Cet albatros, surnommé "Albert Ross", aurait été détourné au-delà de l'équateur par une tempête en 1967 jusque dans l'hémisphère Nord (son âge est estimé à plus de 47 ans).
Une observation en mer du Nord au large de la Belgique en 2017. Une autre, filmée à Quiberon (Morbihan), le 22 décembre 2022. 

### Répartition
L'Albatros à sourcils noirs a une répartition circumpolaire dans les océans du Sud. On le trouve généralement entre 30° S et 60 ° S. Sa population mondiale actuelle varierait entre 1 et 2,5 millions d'individus, dont 60 à 80 % nicherait aux îles Falkland. Des estimations plus précises indiquent de 530 000 à 680 000 couples.
Cet oiseau niche à travers les îles sub-antarctiques.

## Systématique
Cet oiseau a longtemps fait partie de la famille des Diomedeidés, mais à la suite de la récente modification de la classification des espèces, l'Albatros à sourcils noirs a été intégré à la famille des Procellariidés.
Autrefois appelé Diomedea melanophrys, son nom de genre a été changé en Thalassarche melanophris en 1997 par l'American Ornithologists' Union.

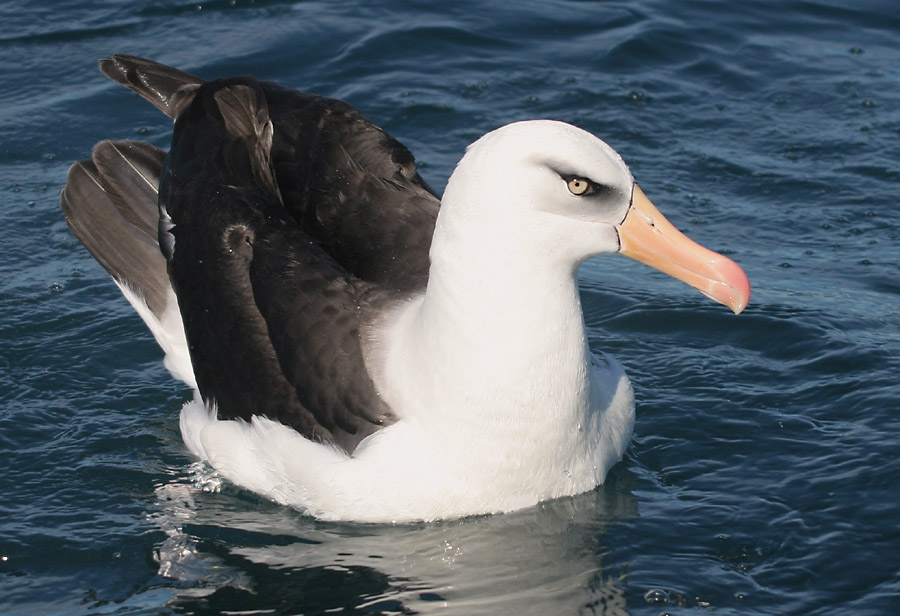
Thalassarche impavida, qui a été déclaré récemment espèce à part entière, et séparé de l'espèce Thalassarche melanophrys

Lorsque l'espèce était appelée Diomedea melanophris, elle était divisée en deux sous-espèces :
- D. m. melanophris qui niche dans :
  - l'Atlantique Sud, dans la région du cap Horn, des Îles Falkland, en Géorgie du sud ;
  - l'Océan indien Sud sur les îles Crozet et Grande Terre (Îles Kerguelen), ainsi que sur les îles Heard-et-MacDonald ;
  - le Pacifique Sud aux îles Diego Ramirez, îles Ildefonso, île Diego de Almagro, îlots du Détroit de Magellan, ainsi que certaines îles au Sud de la Nouvelle-Zélande (îles Antipodes et les Snares par exemple)[1] ;
- D. m. impavida qui niche sur l'île Campbell.

Depuis 2005, après que l'espèce a été rebaptisée Thalassarche melanophris (la graphie melanophrys est considérée comme synonyme), elle a été divisée en 2 espèces considérées comme distinctes,
- Thalassarche melanophris
- Thalassarche impavida

## L'Albatros à sourcils noirs et l'Homme

### Statut et préservation

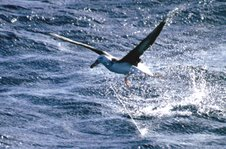
Albatros à sourcils noirs pris dans une palangre

La principale menace pour l'Albatros à sourcils noirs est le développement de la pêche industrielle (qui a un impact sur la raréfaction des proies) et de ses techniques (filets dérivants et palangres géants) dans tous les océans du Sud. Cet albatros est une des victimes les plus courantes de ces techniques dans l'hémisphère Sud, principalement de la palangre (certaines font 130 km de long et possèdent plusieurs milliers d'hameçons).
De fait, l'Albatros à sourcils noirs a été classé par l'UICN dans la catégorie EN (en danger), et justifie cela par une estimation du déclin sur les trois générations à venir de sa population de 65 % sur les principaux sites de nidification, et de 50 % sur son aire de répartition totale.
Il est de plus protégé par la Convention de Bonn (CMS), qui a classé cet oiseau en annexe II, et il figure en annexe I de l'ACAP (Agreement on the Conservation of Albatrosses and Petrels). Dans le même ordre d'idées, certaines des îles neo-zélandaises et chiliennes qui lui servent de sites de nidification ont été classées réserves naturelles. Mais la préservation de cette espèce devra passer par une révision des techniques de pêche,.

### Philatélie
De nombreux états ont émis des timbres à l'effigie de cet oiseau: Aitutaki en 1981, l'Argentine en 1983 et 1986, le Chili en 1991, l'île Christmas en 1977 et 1978, les îles Falkland en 1960, 1975, 1984, 1985 (Falkland Islands Dependencies), 1990, 1995, 2002, 2003, 2004, 2006 et 2007, les Terres australes et antarctiques françaises en 1968 et 2007, la Grenade en 1998, la Namibie en 2007, les îles Pitcairn en 1981, la Dépendance de Ross en 1994, la Géorgie du Sud-et-les Îles Sandwich du Sud en 1999 et 2006, la Tanzanie en 1998 et enfin l'Uruguay en 2004 (voir la liste de ces timbres dans les liens externes ci-dessous).

### Photos et Vidéos
- Photo de T. melanophris sur African Bird Club
- image de T.  melanophris sur Animal Diversity Web
- Photos de T.  melanophris sur ARKive
- Videos de T.  melanophris sur ARKive
- Galerie de photos sur le site Voyages ornithologiques à travers le monde
- Vidéos & photos sur le site IBC (Internet Bird Collection)
- Galerie Flickr, photos de T.  melanophris sur Avibase
- Galerie de photos de T.  melanophrys sur Calphotos
- Photos comparatives des crânes de Thalassarche chrysostoma, Thalassarche melanophris, Thalassarche cauta steadi et Phoebetria fusca sur le site Seabird Osteology Pages